# كابوسول
يمكن استخدام كابسول كعامل مساعد لرعاية الفم القياسية في الوقاية والعلاج من التهاب الغشاء المخاطي الذي قد ينجم عن العلاج الإشعاعي أو العلاج الكيميائي بجرعة عالية. يمكن أيضًا استخدام كابسول لعلاج جفاف الفم والبلعوم الفموي (نقص اللعاب ، جفاف الحلق) ، بغض النظر عن السبب وبغض النظر عما إذا كانت الحالة مؤقتة أو دائمة.

## دليل طبي
هناك نقص في الأدلة الجيدة على فعالية محلول الكابوسول وتمويل المراجعة المنهجية الوحيدة من قبل الشركة المصنعة وبالتالي تحمل خطرًا متزايدًا من التحيز. 
لا توجد أدلة على جودة أقراص كابسول فوارة.

## سرطان الرأس والعنق
ارتبط كابسول أيضًا بانخفاض حدوث وشدة التهاب الغشاء المخاطي للفم في سجل مرضى السرطان.   تقدم بيانات التسجيل المزيد من الأدلة لدعم استخدام كابسول لعلاج التهاب الغشاء المخاطي للفم وتشير إلى أن كابسول مرتبط بانخفاض حدوث وشدة التهاب الغشاء المخاطي للفم مع الالتزام العالي بالعلاج وكذلك مستويات عالية من الرضا من كل من المرضى و الأطباء.
قام السجل بتحليل آثار كابسول في مرضى سرطان الرأس والعنق إلى جانب تواتر جرعات المرضى ، والالتزام بالعلاج ، وتقييمات الرضا العالمية للمرضى والأطباء. تم إعطاء كابسول للمرضى المعرضين لخطر الإصابة بالتهاب الغشاء المخاطي الفموي وتوجيههم للتمضمض 4-10 مرات يوميًا اعتمادًا على شدة التهاب الغشاء المخاطي. استكمل المرضى والأطباء استبيانات حول أعراض التهاب الغشاء المخاطي للفم وشدة التهاب الغشاء المخاطي والرضا عن العلاج.
أظهرت النتائج أن 88٪ من المرضى الذين يتلقون علاجًا كيميائيًا أو علاجًا إشعاعيًا لسرطان الرأس والعنق الذين استخدموا كابسول لم يعانوا من التهاب الغشاء المخاطي للفم بدرجة منخفضة (معتدل إلى متوسط) ، و 44٪ يعانون من ألم خفيف أو معدوم. علاوة على ذلك ، فإن الغالبية العظمى من مرضى سرطان الرأس والعنق (79٪) والأطباء (78٪) راضون عن الكابوسول كعلاج لالتهاب الغشاء المخاطي.

## علاج سرطان الغشاء المخاطي لدى الأطفال
أظهرت تجربة مستقبلية عشوائية مزدوجة التعمية ذات شواهد مزدوجة التعمية لم تكن هناك مزايا للكابوسول وأيامًا إضافية بشكل ملحوظ للألم واستخدام التسكين لذراع الكابوسول.

## باستخدام الكابوسول
يشير كابوسول إلى مستحضرين مختلفين. قرص متفرق فوار أو اثنين من المحاليل المائية المعبأة بشكل منفصل ، محلول فوسفات (Caphosol A) ومحلول كالسيوم (Caphosol B) والذي ، عند دمجه بأحجام متساوية ، يشكل محلول فائق التشبع لكل من أيونات الكالسيوم والفوسفات. من المشكوك فيه أن القرص الفوار يمكنه تحقيق محلول فائق التشبع من أيونات الكالسيوم والفوسفات. يستخدم كابسول عادة 4 مرات في اليوم ، ولكن يمكن استخدامه حتى 10 مرات في اليوم عند ظهور أعراض التهاب الغشاء المخاطي. يستخدم كابسول عادة طوال فترة علاج السرطان ، ما لم يوجه الطبيب خلاف ذلك. يرجى ملاحظة أن الكابوسول يستخدم لشطف الفم وبالتالي لا يتم «أخذ». (ليس خطرًا / ضارًا إذا تم استهلاكه ولكن يجب تجنب الاستهلاك ، وفقًا للشركة المصنعة.)

## التفاعلات مع الأدوية الأخرى
لا توجد تفاعلات معروفة مع الأدوية أو المنتجات الأخرى.